# ホゼ
ホゼは、岩手県九戸郡山形村（現・久慈市）の民間信仰における怪異。漫画家・水木しげるの著書では「ボゼ」と表記されている。
十円硬貨ほどの大きさの光体が空中を舞うもので、人妻が目にするという。これを目にすることは自分が妊娠していることの証といい、この光体がその人妻の体内に入ると胎児の命の源になるといわれる。ホゼとは魂とは異なり、人間が死ねばホゼも消えるのだという。
民俗学者・今野圓輔は、肉体と魂のほかにも人間の体を構成するものがある可能性を示す例として、自著書の中でこの「ホゼ」を挙げている。